# مناخ حصة
مناخ حِصّة، ويُعرف أيضًا لدى المؤرخين باسم مناخ السبيخة، ولدى الرواة بأسم كون عِفِر، هو أحد المناخات القبلية الشهيرة التي وقعت في عام 1239هـ / 1824م، بين قبيلة عنزة بقيادة الدريعي بن شعلان، وقبيلة شمّر بقيادة صفوق الجربا. ويُعد هذا المناخ من أبرز الأحداث القبلية في ذلك العصر، إذ شهد أول تجمع كبير لقبائل عنزة تحت قيادة موحدة. وقد استمر القتال قرابة تسعين يومًا، وانتهى بإنسحاب شمر من أرض المعركة

## الأسباب
في عام 1238هـ كان هنالك قحط وجدب عبرت فيها طعون قبائل (عنزة - العمارات) من الشام إلى الجزيرة الفراتية دون الاستئذان من اصحاب الارض شمر ، فتصدت لهم شمر لمنعهم من ديرتها (أرض مراعيها) في منطقة الموصل والخابور.
لم يحاول الشيخ عبدالله بن الحميدي بن هذال الاستئذان من الشيخ صفوق الجربا في مجاورتهم ، مما ادى الى حدوث معركة بين الطرفين، أبرزت فيها قبيلة العمارات ناقة مزينة عليها (حصة بنت الحميدي بن هذال)، وبدأت حصة تحث الرجال على مواصلة القتال ضد قبيلة شمر التي كانت بقيادة صفوق الجربا ومعه عشيرة الأسلم من شمّر.
طال المناخ مدة شهرين وحصة تُشجع الرجال، ولكن المناخ انتهى بهزيمة عنزة وطردهم من المراعي ، واستولى فرسان شمر على حلال عنزة ومنها ناقة حصة الهذال ، فصاحت حصة تنتخي (الدريعي يا رجالي) ولإن الدريعي وهو زوج أختها سكر بنت الحميدي بن هذال وأم ولده البكر صحن الدريعي الشعلان .
انتهت المعركة بانتصار شمر على عنزة ، وبعدها عبر عبدالله بن هذال نهر الفرات نحو بادية الشام وندب قبيلة عنزة كلها لأخذ الثأر من قبيلة شمر.

## المعركة
وقعة السبيخة، أو كون حصة وتسمى أيضاً بمناخ عفر، حيث لم تذهب صرخة حصة في الوادي، بل لاقت آذان صاغية من الدريعي بن شعلان ومن معه من قبائل الرولة وغيرهم من قبائل عنزة التي استعدت للثأر من شمر التي استولت على عمارية ابن هذال (حصة الحميدي). أرسل الدريعي بن شعلان ناقته المجللة بالسواد منذُ مطلع السنة وبدأ الكل يتجهز لتلك المعركة وأصبح كل فارس يُخاطب مهرته حين ولادتها بمعنى أوضح يفطمها حين ولادتها كي لا تضعف أم الفرس بالرضاعة.
كانت تلك السنة سنة خير وبركة ووفرة في محاصيل الحنطة والتمر.
وقال الشاعر دلي ابن دبلان العنزي من عنزة قصيدة قبل بدأ المناخ وهو يخاطب أحد أفراد شمر أو غيرها ويُدعى بالزميل:
يا راكب اللي مايذعره كود ظله
مع شواحيف شط ٍ حي ركابـه
لشيخ عنّاز ابن هذال نرسلـه
هو يحسبنا حنا الميل نرضابـه
يا الزميلي تحسب الحرب تعلله
والسناعيس ربعك صاروا أسبابه
الدريعي يحرم شربة الدلـه
قال والله لاحمسه ولا اشقابـه
غير يجري نهار ٍ يسهج الحلـه
والعذارى تصيح وتشعط ثيابـه
وجاءت كافة عشائر عنزة حيث كانت قبيلة الرولة بزعامة الدريعي بن مشهور بن شعلان، وكانت قبيلة الفدعان ضنا ماجد تحت راية حمدان بن قعيشيش وعلي بن عواد وضويحي بن غبين ويسميه فتح الله الصايغ (أمير الفدعان الأكبر بين كل القبائل ويقدر عربه بخمسة آلاف بيت، وقيادة الولد تحت راية جغثم بن مهيد وأخوه حوران ومعهم عبدالله الحريميس شيخ العقاقرة ومحسن بن قاعد (عقيد الساري) الملقب ب(رخيص الروح)، وفارس بن برجس بن هديب وقبيلة السبعة. وعبرت عنزة الفرات في شهر أيار من عام 1239هـ /1824م والتقت بجموع شمر جنوب تل عفر - الموصل عند (سبيخة البويرات) والتي تشكلت من جداول صغيرة تنبع من سنجار وتحتوي على ماء مُناسب لسقي الجمال في الصيف...
طال المناخ بين عنزة وشمر ثلاثة أشهر والحمل زان، إلى أن أغار فرسان الرولة والحسنة من عنزة على سرح الأسلم من شمر الذين تركوا أرض المعركة خوفاً على حلالهم وتابعوهم عنزة يقتلون منهم وينهبون وقتلوا فارسهم الشيخ(مطرب بن حمد الحسان الأسلمي الشمري) الذي حزن عليه كثير صفوق الجربا وأنقض فرسان الفدعان والسبعة والعمارات على بقية قبائل شمر وهزموهم وطعنوا عمارية شمر إبنة صفوق الجربا وطعنوها بالصورة التي رأتها حصة الهذال مما شفا غليلها انتقاما من شمر..
وانتصرت عنزة في هذه الواقعة وانكسرت رايات شمر وأندحروا بعد هذا المناخ
وفي كتاب العراق بين أحتلالين:
سنة 1238هـ يوم بصاله وهو معروف بصيحة حصة في هذه السنة حصل يوم بصاله وهو لـ شمر على عنزة وكبيرهم أبن هذال وكبير شمر صفوق الجرباء وكانت الغلبة لـ شمر ولما عبر أبن هذال الفرات وندب قبائل عنزة لأخذ الثأر فأجتمع العنزيون وعبروا الفرات على الجزيرة ثم ساروا قاصدين شمر وذلك في سنة 1239هـ وبقوا في مطاردة ومطاعنة ثم في آخر الأيام التي ألتقوا فيها و أدبرت شمر وصارت النصرة لـ عنزة عليهم وغنم العنزيون من شمر أموالاً كثيرة وقتلوا منهم فرسان عديدين.

## القصائد التي قيلت عن المناخ
وقيلت أَشعار كثيرة في هذه المناسبة:
- قال الشيخ عبدالله بن الحميدي بن هذال هذه القصيدة:

قال الشاعر دلي ابن دبلان العنزي، يصف تلك الوقعة ويذكر انتصار عنزة على شمر:
- يقول الشاعر بنيدر بن منديل الرماحي السبيعي العنزي يذكُر فعل عنزة ويُثني على الشيخ فارس بن برجس بن هديب وقبيلة السبعة وأصبحت قبيلة شمر يلومون قبيلة منهم اسمها عبدة حيث يقولون هي سبب هزيمة شمر حيث انهزمت عبدة أمام السبعة فقال الشاعر(يالايماً عبدة تبلا بمثلها) وقال بانتصار عنزة بهذه المعركة: